# Qalansyah
Qalansyah (Arabisch: قلنسية) is een stadje op de noordwestkust van het Jemenitische eiland Socotra. Het ligt in het district Qalansyah wa Abd al Kuri en telde ongeveer 4000 inwoners bij de volkstelling van 2004.
De plaats ligt aan het einde van het Hajhirgebergte en ten westen van de Detwah-lagune. Qalansyah ligt in een relatief vruchtbare vallei vergeleken met de rest van het eiland.

## Geschiedenis
Rond de plaats zijn op verschillende plekken petrogliefen aangetroffen van onbekende ouderdom. Twee voorbeelden hiervan zijn de vindplaats Simar Qar op 16 kilometer ten westen van de stad waar een vermoedelijke altaarsteen en twee napjesstenen met letters op de zijkanten zijn gevonden en de vindplaats Haida die in 1900 werd ontdekt op een onbekende locatie ergens bij de bergen ten noorden van de stad. Bij deze plek werden inscripties aangetroffen werden waarvan destijds gedacht werd dat ze ofwel in een laat-Himyaritisch of in een Ethiopisch schrift geschreven waren.
Lange tijd was Socotra ondergeschikt aan de sultans van Mahra, die jaarlijks iemand stuurden om de ghee-belasting te innen in de grootste dorpjes van het eiland, waaronder Hadiboh, Qād̨ub en Qalansyah. Qalansyah bleef lange tijd echter een klein dorpje van hooguit enkele honderden inwoners.
Mogelijk in de jaren 1980 installeerde het leger van Zuid-Jemen enkele afgedankte T-34-tanks langs de kust als kustbatterijen tegen vermoedelijk aanvallen vanuit het Noord-Jemenitische vasteland. Deze tanks staan nog altijd weg te roesten langs de kust. 
In 2003 werd een plan gelanceerd om Qalansyah met Hadibo te verbinden door een asfaltweg door het natuurgebied van de Detwah-lagune. De Jemenitische president gaf vervolgens echter opdracht om de weg via een bestaande route aan te leggen om de lagune te sparen. In 2007 werd een plan gelanceerd om een wegverbinding aan te leggen naar het geïsoleerde vissersdorpje Neet op de zuidwestkust van het eiland, waarvan de vissers het grootste deel van het jaar in Qalansyah verblijven.
Qalansyah is net als Hadiboh in trek bij migranten vanaf het vasteland van Jemen. Mede hierdoor raakt het noorden van het eiland steeds verder geürbaniseerd.Nadat de plaats net als de rest van het eiland getroffen werd door meerdere cyclonen (1 in 2004, 2 in 2005 en 1 in 2018) zijn door Saoedi-Arabië en de Verenigde Arabische Emiraten verschillende humanitaire projecten opgezet op het gebied van werk, onderwijs, gezondheid en nutsvoorzieningen (elektra en drinkwater).

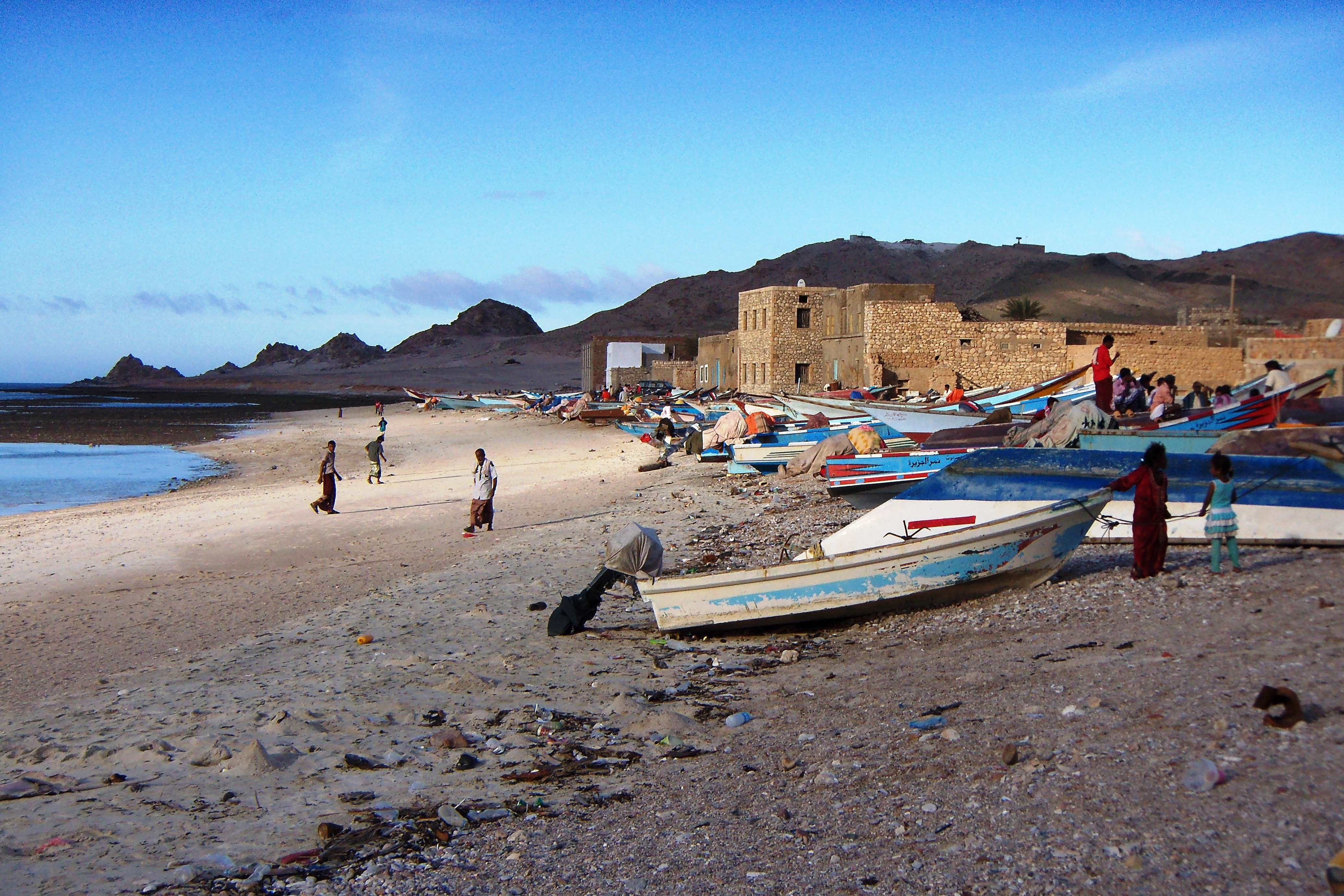
Vissersschepen langs de kustlijn van de plaats
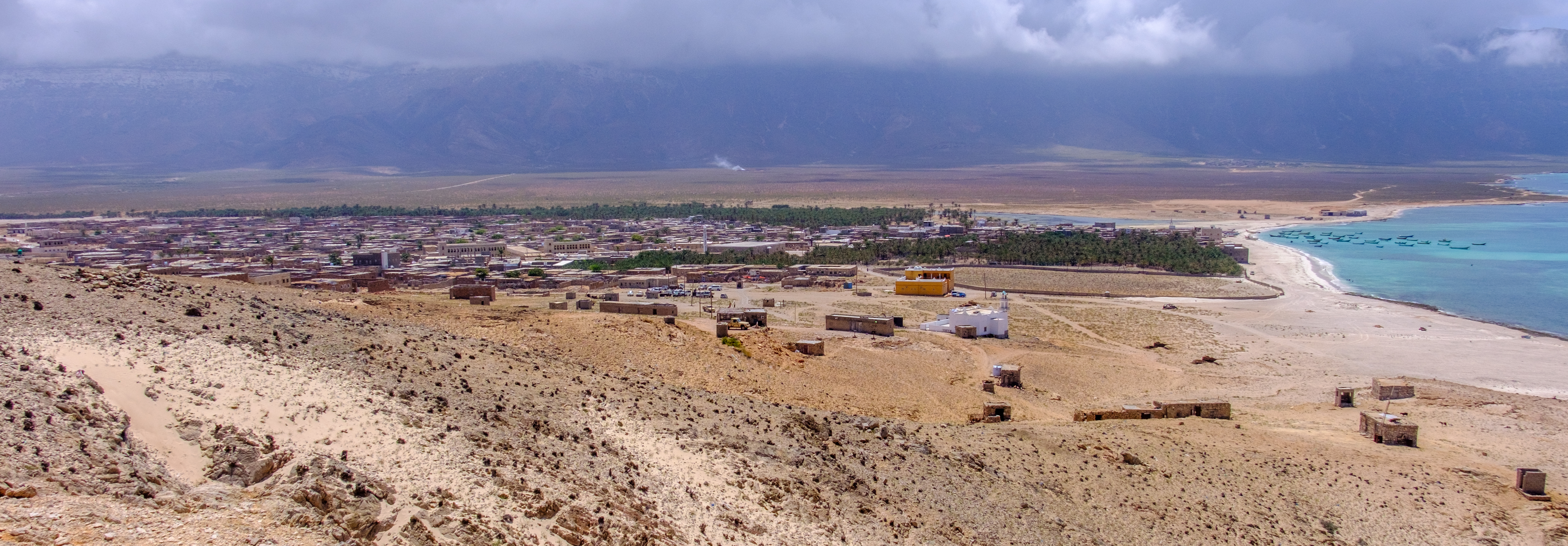
Gezicht op de plaats Qalansyah vanaf de heuvels ten noorden van de stad
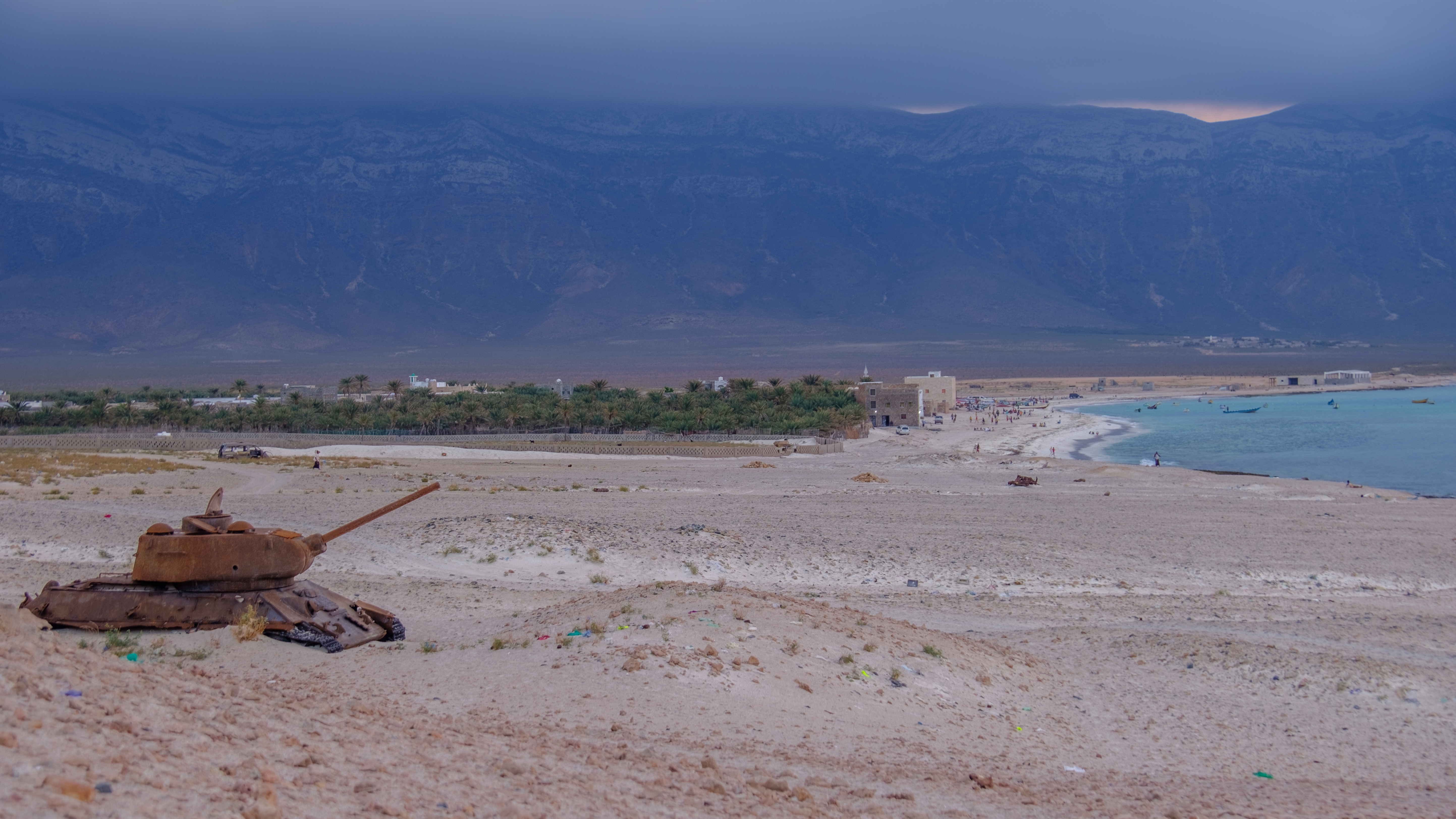
T-34-tank op de kust bij Qalansyah
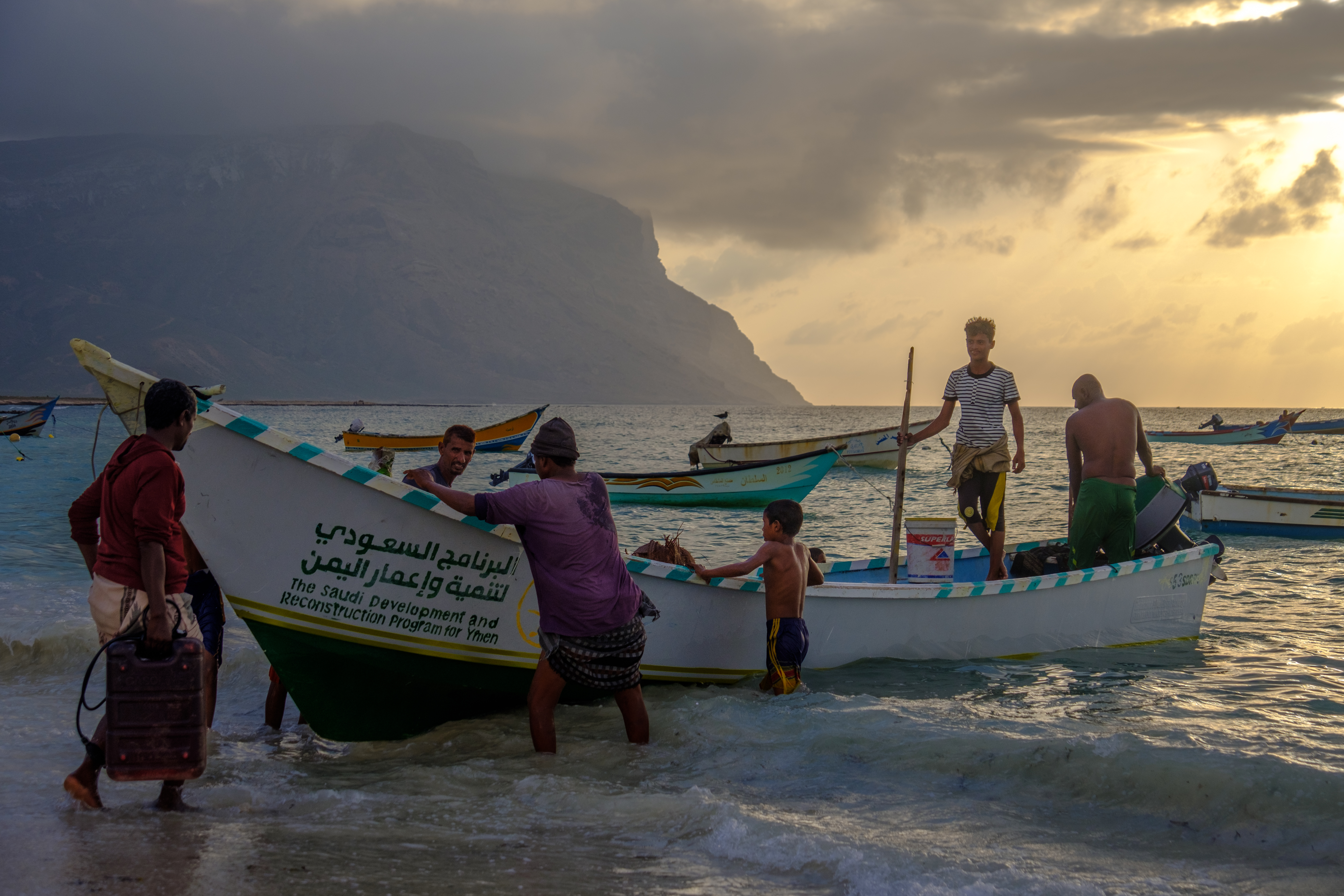
Vissers bij een door Saoedi-Arabië geleverde vissersboot